# Isochariesthes euchroma
Isochariesthes euchroma es una especie de escarabajo longicornio del género Isochariesthes, tribu Tragocephalini, subfamilia Lamiinae. Fue descrita científicamente por Breuning en 1970.
Se distribuye por Malaui. Mide aproximadamente 8 milímetros de longitud.